# Kendall Gretsch
Kendall Gretsch (* 2. April 1992 in Downers Grove, Illinois) ist eine US-amerikanische Behindertensportlerin in den Disziplinen Paratriathlon, Biathlon und Skilanglauf.

## Leben
Kendall Gretsch wurde mit Spina bifida geboren. Sie schloss 2010 die Highschool in Downers Grove ab und studierte anschließend bis 2014 Medizintechnik an der Washington University in St. Louis. 

## Karriere
Im sportlichen Bereich betrieb sie zunächst Paratriathlon und gewann in den Jahren 2014, 2015 und 2016 die ITU-Weltmeisterschaften in der Klasse PT1. Im Jahr 2014 wurde sie als US-amerikanische Paratriathletin des Jahres ausgezeichnet. Im selben Jahr begann sie bei der Central Cross Country Ski Association in Madison mit dem Training im Skilanglauf und im Biathlon.
Bei den Winter-Paralympics 2018 in Pyeongchang gewann sie am 10. März 2018 die Goldmedaille im Biathlon über 6 Kilometer. Damit erreichte sie den ersten Sieg für die USA bei Olympischen und Paralympischen Spielen in dieser Sportart. US-Athlet Daniel Cnossen siegte am selben Tag bei den Männern über 7,5 Kilometer und vervollständigte gemeinsam mit Oksana Masters, die hinter Gretsch Silber gewann, den Überraschungsauftritt des US-Teams. Einen Tag später siegte Gretsch auch im Skilanglauf über 12 Kilometer.
Bei den Nordischen Para-Ski Weltmeisterschaften im kanadischen Prince George im Februar 2019 gewann sie fünf Medaillen und wurde vor der insgesamt dominierenden Oksana Masters Weltmeisterin im Biathlon über 12,5 Kilometer.
Zum Auftakt der Winter-Paralympics 2022 gewann sie im Biathlonrennen über 6 Kilometer hinter Oksana Masters und der Chinesin Yilin Shan die Bronzemedaille. Zwei Tage später konnte sie das Biathlonrennen über 10 Kilometer vor Masters gewinnen, hinter der sie zum Abschluss der Biathlonwettbewerbe über 12,5 Kilometer die Silbermedaille gewann.